# Килиени (Васлуј)
Килиени (рум. Chilieni) насеље је у Румунији у округу Васлуј у општини Коројешти. Oпштина се налази на надморској висини од 205 m.

## Становништво
Према подацима из 2002. године у насељу је живело 296 становника, од којих су сви румунске националности.